# Liste der denkmalgeschützten Objekte in Möggers
Die Liste der denkmalgeschützten Objekte in Möggers enthält die 3 denkmalgeschützten, unbeweglichen Objekte der Gemeinde Möggers im Bezirk Bregenz in Vorarlberg.

## Denkmäler
| Foto |                 | Denkmal                                                              | Standort                            | Beschreibung | Metadaten |
| ---- | --------------- | -------------------------------------------------------------------- | ----------------------------------- | --- | --- |
| ja   | Datei hochladen | Kath. Pfarrkirche hl. Ulrich HERIS-ID: 25046 Objekt-ID: 21460        | Standort KG: Möggers                | Die 1746 geweihte Pfarrkirche wurde an Stelle des 1738 abgerissenen baufälligen Vorgängerbaus aus der Anfangszeit der Pfarre im 15. Jahrhundert errichtet. Grundmauern und der 30,5 m hohe „uralte“ Kirchturm stammen vermutlich von einem noch älteren Jagdschloss (Bergfried). | BDA-Hist.: Q33084574 Status: § 2a Stand der BDA-Liste: 2025-06-30 Name: Kath. Pfarrkirche hl. Ulrich GstNr.: .2 Pfarrkirche Hl. Ulrich (Möggers)                  |
| ja   | Datei hochladen | Kapelle hl. Ulrich HERIS-ID: 21599 Objekt-ID: 17919                  | Standort KG: Möggers                | Die Ulrichskapelle in Möggers gehört zu den ältesten sakralen Bauwerken Vorarlbergs mit einem (urkundlich nicht erwiesenen) Baudatum um 1000. Gotische Fresken und Rötel-Pilgerinschriften.                                                                                      | BDA-Hist.: Q27345077 Status: § 2a Stand der BDA-Liste: 2025-06-30 Name: Kapelle hl. Ulrich GstNr.: 297 Ulrichskapelle (Möggers)                                   |
| ja   | Datei hochladen | Burgruine Alt-Schönstein HERIS-ID: 111849 Objekt-ID: 129863seit 2012 | Alt-Schönstein Standort KG: Möggers | Burghügel (Felssporn) im Wald am oberen Rand der Rohrachschlucht im Verlauf des Weges von Möggers-Rucksteig nach Hohenweiler. Durch Laubüberdeckung keine Baureste erkennbar. Geländeform lässt solche allerdings vermuten.                                                      | BDA-Hist.: Q37827144 Status: Bescheid Stand der BDA-Liste: 2025-06-30 Name: Burgruine Alt-Schönstein GstNr.: 4120/3, 4121 Ehemalige Burg Alt-Schönstein (Möggers) |